# Gemballa
Gemballa GmbH es una empresa de fabricación y tuning de automóviles con sede en Leonberg, en Alemania, especializada en la personalización y la fabricación de piezas de recambio, principalmente para automóviles Porsche. Gemballa fue fundada y nombrada en honor a Uwe Gemballa en 1981.
En mayo de 2010, las autoridades alemanas tomaron posesión de la fábrica de Gemballa y la cerraron tras la desaparición de Uwe Gemballa, que más tarde fue encontrado muerto en Sudáfrica. El director general Andreas Schwarz y el inversor Steffen Korbach consiguieron comprar los derechos de marca y nombre de Gemballa en agosto de 2010 y refundaron la empresa como Gemballa GmbH. En 2016, Steffen Korbach se convirtió en el único director general de la empresa y Alexander Schwarz dimitió. Según se informa, Korbach también adquirió las acciones de la empresa de su antiguo socio Schwarz.

## Historia
La empresa fue fundada por Uwe Gemballa en 1981 con el nombre de G-Topline Automobiltechnik GmbH & Co. KG. Inicialmente, la empresa se limitaba a instalar sistemas estéreo de alta calidad y afinar el interior de automóviles de las marcas Volkswagen, Mercedes-Benz y Porsche. Al cambiar el interior de los coches, en la mayoría de los casos, todas las piezas para la instalación se recubrían con Alcantara o cuero. Sin embargo, debido al hecho de que posteriormente se produjeron cambios técnicos importantes durante la puesta a punto mediante el aumento de la potencia del motor y modificaciones de la carrocería, Mercedes-Benz y Porsche no prohibieron más dejar sus marcas en los vehículos. Posteriormente, la empresa de Gemballa fue reconocida oficialmente por la Oficina Federal de Transportes por Carretera como fabricante de automóviles. 
En 2009, la empresa de Gemballa contaba con una red de distribución global en todo el mundo con nueve sucursales de ventas y aproximadamente 50 empleados. Después de que el fundador de la empresa, Uwe Gemballa, fuera secuestrado en Sudáfrica en febrero de 2010 y posteriormente hallado muerto en octubre de ese mismo año, una decisión del Tribunal de Distrito de la ciudad alemana de Ludwigsburg del 22 de febrero de 2010 abrió un procedimiento de quiebra sobre la propiedad de la empresa. Andreas Schwarz y el inversor Steffen Korbach adquirieron los derechos comerciales y de denominación de la marca Gemballa. Posteriormente, la recién fundada empresa Gemballa GmbH adquirió los activos de la empresa disuelta y comenzó a funcionar el 16 de agosto de 2010, convirtiéndose Andreas Schwarz en el director de la empresa. El 25 de enero de 2011 se llevó a cabo la oferta pública inicial de acciones de Gemballa Holding SE en la Bolsa de Valores de Frankfurt. El director comercial es Steffen Korbach desde diciembre de 2015. 
En 2020, Korbach demandó al hijo de Uwe Gemballa, Marc Phillipp Gemballa, quien fundó su propia empresa continuadora de Gemballa, MP Gemballa, que también se dedicaba a modificaciones de automóviles, y en la que la marca Porsche volvió a estar en el centro de atención. Los propietarios de Gemballa afirmaban que Marc Philipp Gemballa estaba haciendo uso indebido e ilícito de la imagen y el nombre de la compañía.

### Muerte de Uwe Gemballa
El 17 de febrero de 2010, se informó de que Uwe Gemballa había desaparecido en Johannesburgo, Sudáfrica, durante un viaje de negocios. En octubre de 2010, Gemballa fue encontrado muerto al oeste de Pretoria, asfixiado y envuelto en plástico. Se sospecha que su asesinato fue resultado de una operación de blanqueo de dinero que se volvió en su contra. Otros sostienen que Gemballa fue asesinado porque se había negado a participar en una actividad delictiva. El 29 de octubre de 2010, Thabiso Mpshe, de 28 años, de Pretoria, se declaró culpable de los cargos relacionados con su participación en el asesinato de Uwe Gemballa en Johannesburgo. Según los términos del acuerdo de culpabilidad, fue condenado a 20 años de prisión. En 2015, otros tres hombres, Thabo Mogapi, Kagiso Ledwaba y Garlond Holworthy, también fueron condenados por cargos relacionados con el secuestro y asesinato de Gemballa. Se sospecha que el autor intelectual es el delincuente checo Radovan Krejčíř. Radovan fue arrestado en 2013 y finalmente encarcelado en 2016 por otros crímenes, aunque nunca se comprobó si participó del asesinato de Gemballa.

## Automóviles

### Avalanche, Cyrrus, y Mirage
En la década de 1980, Gemballa creó el Avalanche, basado en el Porsche 911/930 (motor 911 Turbo con morro inclinado) y el Cyrrus (convertible), así como el Mirage, que era similar al Avalanche. Los coches eran únicos, con grandes kits de carrocería ancha, lamas laterales (similares a un Ferrari Testarossa), ruedas mejoradas, interiores, indicadores, pintura, sistemas de audio Hi-Fi, etc. Algunos vehículos incluso usaban cámaras en lugar de espejos, una tecnología muy adelantada a su tiempo. La empresa de audio Pioneer utilizó vehículos Gemballa en sus anuncios y folletos durante varios años. Los precios de estos vehículos se mencionaban a menudo como increíblemente caros para la época, entre 250.000 y 375.000 dólares estadounidenses o más. Robert Van Winkle, también conocido como Vanilla Ice, fue un famoso propietario de Porsches Gemballa.
En la década de 1990, los kits de carrocería de Gemballa eran más sutiles en comparación con los de los años 80. Continuaron realizando modificaciones de motores y abrieron una planta en California, Estados Unidos.

### 911 RS America
En 2005, un Gemballa 911 RS America blanco encabezó un desfile de aproximadamente otros 30 RS Americas en el Porsche Parade de Hershey, Pensilvania, EE. UU. Fue la mayor concentración de Porsche RS Americas jamás realizada.

### Mirage GT
Introducido en 2007, el Mirage GT es un automóvil deportivo de motor central producido por Gemballa y basado en el Porsche Carrera GT. Los rumores sugirieron que cuando se produjo el automóvil tendría más de 800 caballos (811,1 CV); sin embargo, la única modificación de rendimiento del Mirage GT es un sistema de escape de acero inoxidable de cuatro tubos que aumenta la potencia a 645 HP (653,9 CV), 40 HP más que el Carrera GT de serie. El Carrera GT de serie solo tenía dos tubos de escape, por lo que los dos tubos adicionales en el Mirage GT están donde solían estar las luces de advertencia de marcha atrás y niebla (reubicaron las dos luces debajo del difusor trasero).
Otras modificaciones incluyen una entrada de aire montada en el techo que va al compartimiento del motor, un embrague deportivo Gemballa, un alerón trasero con una sección central electrónica, un techo rígido de fibra de carbono, paneles de carrocería de fibra de carbono, ruedas Gemballa y una fascia delantera, fascia trasera y faldones laterales rediseñados. En aquel momento, el propietario de la empresa, Uwe Gemballa, dijo que se estaba desarrollando una versión biturbo del supercoche de Porsche. La revista Modified Luxury & Exotics describió el coche como "uno de los mejores automóviles que hemos presentado jamás". En total, se fabricaron 25 unidades del Mirage GT.

### Avalanche GTR 800 Evo-R
El Gemballa Avalanche GTR800 EVO-R es un coche basado en el 911 (997) GT2. Como sugiere el título, produce unos 800 HP (811,1 CV) gracias a dos turbocompresores y componentes del motor altamente modificados.

### GT 750 Aero 3
Gemballa también tiene una modificación basada en el Porsche Cayenne Turbo. Este produce alrededor de 750 caballos de fuerza. La modificación se llama GT 750 Aero 3. Esta modificación también está disponible para el modelo 955, predecesor del Cayenne. El kit de puesta a punto incluye una modificación exterior para mejorar el rendimiento aerodinámico. La puesta a punto del motor se lleva a cabo mediante turbocompresores revisados, enfriadores (CI de aceite y aire presurizado) y una gran colección de componentes del motor, incluidos pistones y sellos.

### MIG-U1
El Gemballa MIG-U1 está basado en el Ferrari Enzo, en edición limitada. Es un coche fabricado a medida para Mustafa e Ilyas Galadari de Dubai: sus iniciales forman el nombre "MIG". Aunque se tenían pensadas 25 unidades, solo se fabricó un prototipo.

### Mistrale
El Gemballa Mistrale 2011, basado en el Porsche Panamera Turbo, tiene 707 CV. Solo se fabricaron 30 unidades.

### GT
En 2011, nació Gemballa Racing y participó en la serie ADAC GT Masters de 2012 y en las 24 horas de Nürburgring de 2012, donde el expiloto de Fórmula 1 Nick Heidfeld condujo para Gemballa Racing.

## Modelos
Los coches actuales de Gemballa se basan predominantemente en coches Porsche y McLaren:
- Gemballa Avalanche basado en el Porsche 997[30][31]
- Gemballa Tornado basado en el Porsche Cayenne[32]
- Gemballa GT Aero 1/2/3 basado en el Porsche Cayenne[33][34]
- Gemballa Mirage GT basado en el Porsche Carrera GT[35]
- Gemballa Mistrale basado en el Porsche Panamera[36]
- Gemballa GT basado en el Porsche 991
- Gemballa GT basado en el McLaren MP4-12C[37][38]
- Gemballa MP4-12C GT3 basado en el McLaren MP4-12C GT3 (bajo la etiqueta de la división Gemballa Racing)[39]

## Galería
|                                                   |
| Gemballa Mistrale (basado en el Porsche Panamera) |

|                                               |
| Gemballa GT Cabrio (basado en el Porsche 911) |

|                                                      |
| Gemballa Mirage GT (basado en el Porsche Carrera GT) |

|                                                 |
| Gemballa Tornado (basado en el Porsche Cayenne) |

|                                                |
| Gemballa Aero 2 (basado en el Porsche Cayenne) |

|                                                 |
| Gemballa GTR 650 Evo (basado en el Porsche 911) |

|                                               |
| Gemballa 996 turbo (basado en el Porsche 911) |

|                                        |
| Gemballa GT (basado en el McLaren 12C) |

|                                                             |
| Gemballa Biturbo Speedster (basado en el Porsche 911 (993)) |

## Gemballa Racing (2011–presente)
Gemballa creó su división de carreras, denominada Gemballa Racing, en 2011, utilizando vehículos McLaren MP4-12C GT3 en lugar de vehículos Porsche. Compitieron en el Campeonato Europeo FIA GT3 en 2012.
Un modelo Gemballa de 600 HP (608,3 CV) mantuvo el récord de vuelta para coches de carretera en Nürburgring una vez a finales de los años 90, y de nuevo en 2001, cuando Wolfgang Kaufmann lo redujo a 7:32:52 min. Desde entonces fue batido por un Porsche Carrera GT, por menos de un segundo.